# In Your Eyes (песня Кайли Миноуг)
«In Your Eyes» (с англ. — «В твоих глазах») — второй сингл восьмого студийного альбома Fever австралийской певицы и автора песен Кайли Миноуг. Песня написана Кайли Миноуг, Ричардом Стэннардом, Джулианом Галлахером и Эш Хоус, в качестве продюсеров выступили Стэннард и Галлахер. Сингл был выпущен 21 января 2002 года в Австралии лейблом Parlophone Records.

## История выпуска
«In Your Eyes» была выпущена в Австралии и Великобритании 21 января 2002 года в качестве второго сингла с альбома. Изначально планировалось выпустить его в январе, однако из-за непрекращающейся радиоротации «Can’t Get You Оut of My Head» релиз сингла был отложен на месяц. Песня достигла первого места в Австралии и третьего в Великобритании. Сингл стал хитом по всей Европе, достигнув первой пятёрки чартов Хорватии, Грузии, Греции, Венгрии, Польше и Словении. Сингл «In Your Eyes» вышел и в Канаде, где занял 11-е место в чартах. В США релиз сингла не состоялся, поскольку в то же время синглом была выпущена композиция «Can’t Get You Оut of My Head».

## Критика
Сэл Чинквемани из журнала Slant назвал эту песню заразительным клубным хитом.

## Видеоклип
Клип на песню был снят режиссером, Доуном Шэдфортом. Он был выпущен до выхода сингла и стал популярным, заняв 1-е место в хит-листе MTV UK и 4-е место в двадцатке лучших по версии MTV Europe. Видео было выпущено в качестве DVD-сингла в Австралии в 2002 году, но также было включено в DVD-диск, выпущенный в декабре 2004 года.

## Список композиций

### Британский CD 1
1. «In Your Eyes» — 3:18
2. «Tightrope» — 4:28
3. «Good Like That» — 3:35

### Британский CD 2
1. «In Your Eyes» — 3:18
2. «In Your Eyes» (Tha S Man’s Release Mix) — 7:34
3. «In Your Eyes» (Smoothie Mix) — 6:23

### Европейский сингл
1. «In Your Eyes» — 3:18
2. «Tightrope» — 4:28

### Австралийский CD
1. «In Your Eyes» — 3:18
2. «Never Spoken» — 3:18
3. «Harmony» — 4:15
4. «In Your Eyes» (Tha S Man’s Release Mix) — 7:34

## Чарты
| Чарт (2002)                         | Высшая позиция |
| ----------------------------------- | -------------- |
| Австралия (ARIA)                    | 1              |
| Австрия (Ö3 Austria Top 40)         | 22             |
| Бельгия/Фландрия (Ultratop 50)      | 18             |
| Бельгия/Валлония (Ultratop 50)      | 11             |
| Canada (Nielsen SoundScan)          | 11             |
| Czech Republic (IFPI)               | 2              |
| Дания (Tracklisten)                 | 10             |
| Europe (Eurochart Hot 100)          | 7              |
| Финляндия (Suomen virallinen lista) | 7              |
| Франция (SNEP)                      | 24             |
| Германия (GfK)                      | 18             |
| Greece (IFPI)                       | 3              |
| Hungary (Mahasz)                    | 1              |
| Венгрия (Single Top 40)             | 4              |
| Ирландия (IRMA)                     | 6              |
| Италия (FIMI)                       | 7              |
| Нидерланды (Dutch Top 40)           | 14             |
| Нидерланды (Single Top 100)         | 15             |
| Новая Зеландия (Recorded Music NZ)  | 18             |
| Poland (Polish Airplay Charts)      | 5              |
| Romania (Romanian Top 100)          | 1              |
| Шотландия (OCC Scotland)            | 3              |
| Испания (PROMUSICAE)                | 7              |
| Швеция (Sverigetopplistan)          | 20             |
| Швейцария (Schweizer Hitparade)     | 8              |
| Великобритания (OCC UK Singles)     | 3              |

| Чарт (2002)                       | Позиция |
| --------------------------------- | ------- |
| Australia (ARIA)                  | 71      |
| Belgium (Ultratop 50 Wallonia)    | 96      |
| Europe (Eurochart Hot 100)        | 78      |
| Italy (FIMI)                      | 41      |
| Netherlands (Dutch Top 40)        | 95      |
| Switzerland (Schweizer Hitparade) | 70      |
| UK Singles (OCC)                  | 60      |

## Сертификации
| Регион                                                      | Сертификация | Продажи  |
| ----------------------------------------------------------- | ------------ | -------- |
| Австралия (ARIA)                                            | Золотой      | 35 000^  |
| Великобритания (BPI)                                        | Серебряный   | 200 000^ |
| ^ Данные о тиражах приведены только на основе сертификации. |              |          |